# The Mercy Seat
Jeden z dwóch singli wydanych z płyty Tender Prey w roku 1988. Piosenka ta jest jednym z najbardziej charakterystycznych utworów dla Cave’a. Od 1988 roku można go zobaczyć na prawie każdym koncercie artysty.
Na wydawnictwie oprócz wcześniej wymienionej kompozycji autorstwa Cave’a oraz Micka Harveya, można także odsłuchać utwory  takie jak:
1. The Mercy Seat
2. New Day (utwór niedostępny na żadnym innym wydawnictwie)
3. From Her to Eternity
4. Tupelo